# دشچتنو
دشچتنو (به لهستانی:  Dyszczytno) یک روستا در لهستان است که در گمینا اورشولین واقع شده‌است.